# 泗沘
泗沘（しび、朝鮮語: 사비、サビ）は、古代朝鮮の百済の古都であり、現在の忠清南道扶餘郡にあたる。
第26代の聖王の16年（538年）に、それまでの国都熊津（忠清南道公州市）から泗沘に遷都し、百済滅亡の660年までの国都であり続けた。『三国史記』百済本紀には分注で一名として所夫里（そふり）とも記される。一方、同書の新羅本紀では本文中に所夫里・泗沘の名が見られ、同書の地理志では本文では所夫里、分注で泗沘と記される。この所夫里の表記については、「都」の意である서울（ソウル）につながる語であるとも考えられている。
新羅による半島統一の後、新羅の景徳王（在位:742年 - 765年）の時代に扶餘郡と改称された。